# Экворин
Экворин (англ. Aequorin) — люминесцентный белок из медузы эквореи (Aequorea victoria) и некоторых других морских организмов. Впервые выделен в 1961—1962 годах американскими учеными Джонсоном и Симомурой. Состоит из белковой части (апопротеин) и простетической группы целентеразина (англ. coelenterazine). Люминесцирует в присутствии ионов кальция.

## Структура и свойства
Белковая молекула экворина состоит из 189 аминокислот, молекулярная масса — 22 кДа. Простетическая группа целентеразин (молекулярная масса 472 Да) относится к группе люциферинов. При связывании ионов кальция белком целентеразин окисляется до целентерамида и CO2 и переходит в возбуждённое состояние. При возвращении в релаксированное состояние испускается свет в синем диапазоне (длина волны 469 нм). Это свойство экворина используется в клеточной биологии для измерения концентрации ионов кальция в клетке, так как количество испускаемого света может быть измерено с помощью люминометра.

## Родственные белки
Сходный с экворином активируемый ионами кальция фотопротеид обелин был выделен из гидроида обелии.